# 粗肋鳳尾蘚
粗肋鳳尾蘚（学名：Fissidens crassinervis）为鳳尾蘚科鳳尾蘚屬下的一个种。

## 扩展阅读
- 維基物種上的相關：粗肋鳳尾蘚